# Красный мак (вилла)
Дача Красный мак — особняк начала XX века в посёлке Семеиз в Крыму, расположенный по адресу ул. Красномаякская, 16, спроектированный и построенный архитектором М. Ф. Пискуновым для В. В. Пузановой. Памятник градостроительства и архитектуры регионального значения.

## Дача Красный мак
1 января 1901 года супруга курского купца второй гильдии и филантропа Ивана Васильевича Пузанова Варвара Васильевна приобрела за 3573 рубля у владельца Нового Симеиза И. С. Мальцова дачный участок № 49 в западной части Нового Симеиза площадью 563 квадратных сажени (примерно 25,6 сотки). В 1905 году проектирование и строительство здания поручили известному харьковскому архитектору-модернисту Михаилу Фёдоровичу Пискунову и к 1907 году было завешено возведение двухэтажного здания в духе «конструктивного модерна». Выступающая центральная часть фасада необычной формы, в отделке которого просматривается связь с природой, завешается двумя декоративными башенками с вытянутыми решётчатыми окнами, украшенными стилизованными коваными хризантемами на длинных стеблях. По сторонам фасада на оба этажа поднимались крытые террасы с колоннами, карнизами и деревянными балюстрадами. Декоративный козырёк парадного входа обрамляли свисающие на длинных тонких стеблях кованые маки, его металлические решётки и балконные колонны похожи на корни растений. В здании было 14 комнат, 5 из которых сдавались отдыхающим, при даче был построен флигель.

## После революции
16 декабря 1920 года приказом председателя Революционного комитета Крыма были изъяты «из частного владения как разных ведомств, так и частных лиц все имения Южного берега Крыма в районе от Судака до Севастополя включительно» и передавались в ведение специально созданного Управления Южсовхоза. После национализации дачи, с помощью наркома здравоохранения Н. И. Семашко, Пузановы смогли взять в аренду несколько комнат и проживали на даче до 1930 года. Сама же вилла стала коммунальным многоквартирным домом и в настоящее время находится в удручающем состоянии.
Дача известна тем, что в ней многие годы прожил сын Варвары Васильевны, известный зоолог и путешественник Иван Пузанов, пребывание на которой, в том числе многочисленные походы по Крыму, связывают со становлением Пузанова, как учёного и исследователя. Бывшую виллу Красный мак до сих пор называют «дачей Пузанова».